# Presidenti provvisori della Camera e del Senato
I presidenti provvisori della Camera e del Senato sono quei parlamentari che presiedono le sedute inaugurali delle assemblee prima dell'elezione del loro presidente.
Il presidente provvisorio della Camera dei deputati è individuato dall'articolo 2 del regolamento della Camera, che stabilisce che a presiedere la seduta di insediamento sia il vice presidente più anziano per elezione della precedente legislatura, rieletto nella legislatura in corso. Quando nessuno di essi sia presente, si risale ai vicepresidenti delle legislature precedenti, altrimenti, in loro assenza, la Camera è presieduta dal decano per età.
Il Senato della Repubblica è invece presieduto provvisoriamente dal più anziano per età.
Qualora invece la presidenza dell'assemblea divenga vacante nel corso della legislatura, la seduta in cui viene eletto il nuovo presidente è presieduta da uno dei vicepresidenti in carica.

## Assemblea costituente
| Foto | Foto | Presidente (Nascita–Morte)            | Data            | Partito                       | Presidente eletto | Presidente eletto                            |
| ---- | ---- | ------------------------------------- | --------------- | ----------------------------- | ----------------- | -------------------------------------------- |
|      |      | Vittorio Emanuele Orlando (1860–1952) | 25 giugno 1946  | Partito Liberale Italiano     |                   | Giuseppe Saragat Partito Socialista Italiano |
|      |      | Giovanni Conti (1882–1957)            | 8 febbraio 1947 | Partito Repubblicano Italiano |                   | Umberto Terracini Partito Comunista Italiano |

## Camera dei deputati
| Leg.  | Foto           | Foto | Presidente (Nascita–Morte)             | Data                                   | Partito                                    | Presidente eletto | Presidente eletto                                     |
| ----- | -------------- | ---- | -------------------------------------- | -------------------------------------- | ------------------------------------------ | ----------------- | ----------------------------------------------------- |
| I     |                |      | Mario Longhena (1876–1967)             | 8 maggio 1948                          | Partito Socialista dei Lavoratori Italiani |                   | Giovanni Gronchi Democrazia Cristiana                 |
| II    |                |      | Gaetano Martino (1900–1967)            | 25 giugno 1953                         | Partito Liberale Italiano                  |                   | Giovanni Gronchi Democrazia Cristiana                 |
| II    |                |      | Ferdinando Targetti (1882–1968)        | 10 maggio 1955                         | Partito Socialista Italiano                |                   | Giovanni Leone Democrazia Cristiana                   |
| III   | 10 maggio 1958 |      | Ferdinando Targetti (1882–1968)        | Giovanni Leone Democrazia Cristiana    | Partito Socialista Italiano                |                   |                                                       |
| IV    |                |      | Brunetto Bucciarelli-Ducci (1914–1994) | 16 maggio 1963                         | Democrazia Cristiana                       |                   | Giovanni Leone Democrazia Cristiana                   |
| IV    |                |      | Paolo Rossi (1900–1985)                | 26 giugno 1963                         | Partito Socialista Democratico Italiano    |                   | Brunetto Bucciarelli-Ducci Democrazia Cristiana       |
| V     |                |      | Sandro Pertini (1896–1990)             | 5 giugno 1968                          | Partito Socialista Italiano                |                   | Sandro Pertini Partito Socialista Italiano            |
| V     |                |      | Guido Gonella (1905–1982)              | 5 giugno 1968                          | Democrazia Cristiana                       |                   | Sandro Pertini Partito Socialista Italiano            |
| VI    |                |      | Benigno Zaccagnini (1912–1989)         | 25 maggio 1972                         | Democrazia Cristiana                       |                   | Sandro Pertini Partito Socialista Italiano            |
| VII   |                |      | Nilde Iotti (1920–1999)                | 5 luglio 1976                          | Partito Comunista Italiano                 |                   | Pietro Ingrao Partito Comunista Italiano              |
| VIII  |                |      | Oscar Luigi Scalfaro (1918–2012)       | 20 giugno 1979                         | Democrazia Cristiana                       |                   | Nilde Iotti Partito Comunista Italiano                |
| IX    | 12 luglio 1983 |      | Oscar Luigi Scalfaro (1918–2012)       | Nilde Iotti Partito Comunista Italiano | Democrazia Cristiana                       |                   |                                                       |
| X     |                |      | Aldo Aniasi (1921–2005)                | 2 luglio 1987                          | Partito Socialista Italiano                |                   | Nilde Iotti Partito Comunista Italiano                |
| XI    |                |      | Alfredo Biondi (1928–2020)             | 23 aprile 1992                         | Partito Liberale Italiano                  |                   | Oscar Luigi Scalfaro Democrazia Cristiana             |
| XI    |                |      | Silvano Labriola (1935–2005)           | 1º giugno 1992                         | Partito Socialista Italiano                |                   | Giorgio Napolitano Partito Democratico della Sinistra |
| XII   |                |      | Alfredo Biondi (1928–2020)             | 15 aprile 1994                         | Unione di Centro                           |                   | Irene Pivetti Lega Nord                               |
| XIII  |                |      | Luciano Violante (1941–)               | 9 maggio 1996                          | Partito Democratico della Sinistra         |                   | Luciano Violante Partito Democratico della Sinistra   |
| XIII  |                |      | Ignazio La Russa (1947–)               | 10 maggio 1996                         | Alleanza Nazionale                         |                   | Luciano Violante Partito Democratico della Sinistra   |
| XIV   |                |      | Lorenzo Acquarone (1931–2020)          | 30 maggio 2001                         | La Margherita                              |                   | Pier Ferdinando Casini Centro Cristiano Democratico   |
| XV    |                |      | Fabio Mussi (1948–)                    | 28 aprile 2006                         | Democratici di Sinistra                    |                   | Fausto Bertinotti Rifondazione Comunista              |
| XVI   |                |      | Pierluigi Castagnetti (1945–)          | 29 aprile 2008                         | Partito Democratico                        |                   | Gianfranco Fini Alleanza Nazionale                    |
| XVII  |                |      | Antonio Leone (1948–)                  | 15 marzo 2013                          | Il Popolo della Libertà                    |                   | Laura Boldrini Sinistra Ecologia Libertà              |
| XVIII |                |      | Roberto Giachetti (1961–)              | 23 marzo 2018                          | Partito Democratico                        |                   | Roberto Fico Movimento 5 Stelle                       |
| XIX   |                |      | Ettore Rosato (1968–)                  | 13 ottobre 2022                        | Italia Viva                                |                   | Lorenzo Fontana Lega                                  |

## Senato della Repubblica
| Leg.  | Foto           | Foto                                  | Presidente (Nascita–Morte)            | Data                                        | Partito                     | Presidente eletto          | Presidente eletto                                        |
| ----- | -------------- | ------------------------------------- | ------------------------------------- | ------------------------------------------- | --------------------------- | -------------------------- | -------------------------------------------------------- |
| I     |                |                                       | Nino Ronco (1863–1949)                | 8 maggio 1948                               | Indipendente                |                            | Ivanoe Bonomi Partito Socialista dei Lavoratori Italiani |
| I     |                |                                       | Raffaele Caporali (1868–1957)         | 28 aprile 1951                              | Democrazia Cristiana        |                            | Enrico De Nicola Partito Liberale Italiano               |
| I     | 26 giugno 1952 |                                       | Raffaele Caporali (1868–1957)         | Giuseppe Paratore Partito Liberale Italiano | Democrazia Cristiana        |                            |                                                          |
| I     |                | Giovanni Battista Bertone (1874–1969) | 25 marzo 1953                         | Democrazia Cristiana                        |                             | Meuccio Ruini Indipendente |                                                          |
| II    |                |                                       | Raffaele Caporali (1868–1957)         | 25 giugno 1953                              | Democrazia Cristiana        |                            | Cesare Merzagora Indipendente                            |
| III   |                |                                       | Pietro Canonica (1869–1959)           | 10 maggio 1958                              | Indipendente                |                            | Cesare Merzagora Indipendente                            |
| IV    |                |                                       | Giovanni Battista Bertone (1874–1969) | 16 maggio 1963                              | Democrazia Cristiana        |                            | Cesare Merzagora Indipendente                            |
| IV    |                |                                       | Giuseppe Spataro (1897–1979)          | 8 novembre 1967                             | Democrazia Cristiana        |                            | Ennio Zelioli-Lanzini Democrazia Cristiana               |
| V     |                |                                       | Meuccio Ruini (1877–1970)             | 5 giugno 1968                               | Indipendente                |                            | Amintore Fanfani Democrazia Cristiana                    |
| VI    |                |                                       | Giovanni Gronchi (1887–1978)          | 25 maggio 1972                              | Democrazia Cristiana        |                            | Amintore Fanfani Democrazia Cristiana                    |
| VI    |                |                                       | Giuseppe Spataro (1897–1979)          | 25 giugno 1973                              | Democrazia Cristiana        |                            | Giovanni Spagnolli Democrazia Cristiana                  |
| VII   |                |                                       | Ferruccio Parri (1890–1981)           | 5 luglio 1976                               | Sinistra Indipendente       |                            | Amintore Fanfani Democrazia Cristiana                    |
| VIII  |                |                                       | Pietro Nenni (1891–1980)              | 20 giugno 1979                              | Partito Socialista Italiano |                            | Amintore Fanfani Democrazia Cristiana                    |
| VIII  |                |                                       | Adriano Ossicini (1920–2019)          | 9 dicembre 1982                             | Sinistra Indipendente       |                            | Tommaso Morlino Democrazia Cristiana                     |
| VIII  | 12 maggio 1983 |                                       | Adriano Ossicini (1920–2019)          | Vittorino Colombo Democrazia Cristiana      | Sinistra Indipendente       |                            |                                                          |
| IX    |                |                                       | Camilla Ravera (1889–1988)            | 12 luglio 1983                              | Partito Comunista Italiano  |                            | Francesco Cossiga Democrazia Cristiana                   |
| IX    |                |                                       | Giorgio De Giuseppe (1930–)           | 9 luglio 1985                               | Democrazia Cristiana        |                            | Amintore Fanfani Democrazia Cristiana                    |
| IX    |                |                                       | Gino Scevarolli (1930–2017)           | 22 aprile 1987                              | Partito Socialista Italiano |                            | Giovanni Malagodi Partito Liberale Italiano              |
| X     |                |                                       | Sandro Pertini (1896–1990)            | 2 luglio 1987                               | Partito Socialista Italiano |                            | Giovanni Spadolini Partito Repubblicano Italiano         |
| XI    |                |                                       | Francesco De Martino (1907–2002)      | 23 aprile 1992                              | Partito Socialista Italiano |                            | Giovanni Spadolini Partito Repubblicano Italiano         |
| XII   | 15 aprile 1994 |                                       | Francesco De Martino (1907–2002)      | Carlo Scognamiglio Forza Italia             | Partito Socialista Italiano |                            |                                                          |
| XIII  | 9 maggio 1996  |                                       | Francesco De Martino (1907–2002)      | Nicola Mancino Partito Popolare Italiano    | Partito Socialista Italiano |                            |                                                          |
| XIV   |                |                                       | Paolo Emilio Taviani (1912–2001)      | 30 maggio 2001                              | La Margherita               |                            | Marcello Pera Forza Italia                               |
| XV    |                |                                       | Oscar Luigi Scalfaro (1918–2012)      | 28 aprile 2006                              | Indipendente                |                            | Franco Marini La Margherita                              |
| XVI   |                |                                       | Giulio Andreotti (1919–2013)          | 29 aprile 2008                              | Indipendente                |                            | Renato Schifani Forza Italia                             |
| XVII  |                |                                       | Emilio Colombo (1920–2013)            | 15 marzo 2013                               | Indipendente                |                            | Pietro Grasso Partito Democratico                        |
| XVIII |                |                                       | Giorgio Napolitano (1925–2023)        | 23 marzo 2018                               | Indipendente                |                            | Maria Elisabetta Alberti Casellati Forza Italia          |
| XIX   |                |                                       | Liliana Segre (1930–)                 | 13 ottobre 2022                             | Indipendente                |                            | Ignazio La Russa Fratelli d'Italia                       |